# Pierderea drepturilor civile

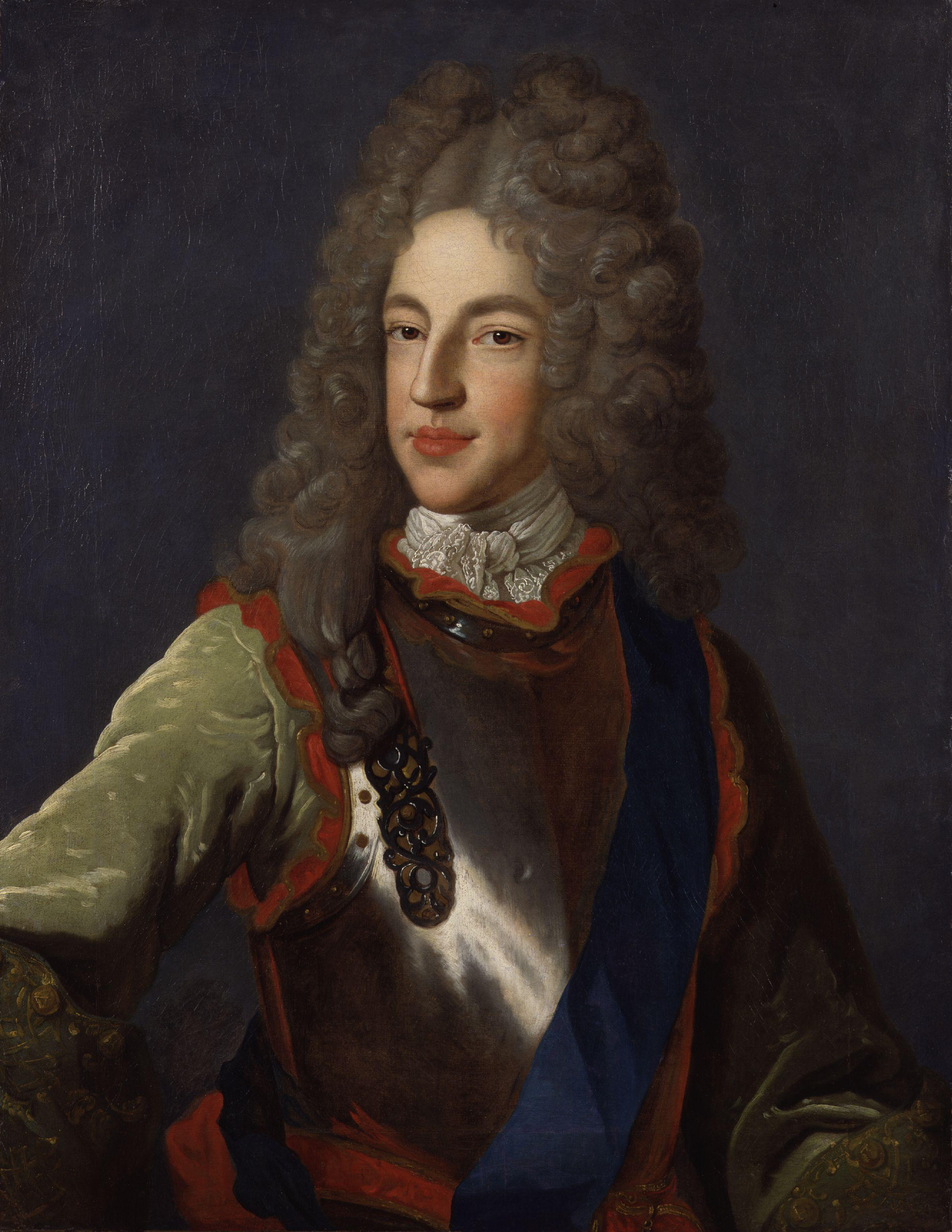
James Stuart, pretendent la coroana de Angliei, a fost condamnat la moarte civila de Parlamentul englez.

Termenul moarte civilă (civil death) în general, în pierderea drepturilor civile. Presupune (în ce privește persoana), o pedeapsă juridică care constă în pierderea personalității sale juridice, ceea ce presupune privarea completă de ale sale drepturi. Astfel, persoana în cauză încetează a mai fi considerată ca existând, pentru materia de Drept (fiind persoana respectiva plasată în situația unui autovehicul încă funcționabil dar . . . scos din circulație), chiar cu mult înainte de moartea sa reală  Această figură juridică este considerată a fi o ficțiune juridică.
Condamnarea la moarte civilă poate fi aplicată ca un supliment de pedeapsă, la diverse dintre persoanele condamnate la închisoare pe viață, sau al persoanelor care urmează a fi subiecte ale pedepsei cu moartea. Acestă figură juridică a fost aplicată de asemenea, persoanelor care intrau în rândurile clerului, consacrându-se vieții religioase.
Sanctiunea numită moarte civilă induce drept consecință pierderea drepturilor ce survin din condiția de persoană civilă, din drepturile de autonomie personală, din drepturile patrimoniale, din drepturile politice și din drepturile publice subiective, pierzându-si practic, statutul de persoană. Din punct de vedere al alor sale proprii competențe (facultăți), respectiva persoană devine, prin prisma materiei Drept, persoană suprimată. Fără îndoială, cel căruia i se aplica aceasta pedeapsa (moartea civilă) își pierdea doar capacitatea rezervată drepturilor, nu și capacitatea rezervată obligațiilor. Astfel, acela căruia ii era aplicată ca pedeapsă moartea civilă, rămânea a fi "subiect juridic de achitat obligațiuni", rămânea adică, în evidențele  dreptului penal, doar ca debitor. De exemplu, putea suferi noi sancțiuni dacă comitea alte infracțiuni. Trebuia, de asemenea, sa adopte (ca arestat) un anume comportament în închisoare, spre a nu își produce singur creșterea deja existentelor sancțiuni .

## Historia

### Grecia Antică
În Grecia Antică, moartea civilă era o sancțiune care provoca (urmare a efectelor juridice), considerarea ca moartă, sau ca inexistentă, a persoanei căreia i-ar fi fost aplicată aceasta figură, chiar dacă ea era de fapt, în viață. În practică, a fost un echivalent al exilării, societatea încetând a mai acorda protectie acelei condamnate persoane astfel încât oricine ii putea provoca orice fel de daune, ceea ce conducea la a sa moarte.

### Evul Mediu
Bolnavii de lepră, făceau parte din categoria persoanelor ce puteau fi considerate ca persoane moarte din punct de vedere civil. Dar, în acest caz nu era o pedeapsă, ci era mai degrabă o completă scoatere din evidentele juridice, în beneficiul  moștenitorilor săi.
Persoana condamnată la închisoare pe viață putea fi de asemenea considerată ca și cum ar fi fost moartă, urmare a diverselor efecte juridice (de exemplu, prin intermediul relativului Drept al succesiunii).

### Dreptul francez
Persoanele condamnate la muncă forțată perpetuă erau considerate ca și moarte, în ce privește dezbaterea moștenirii, astfel încât dacă ar fi avut lăsat testament, acel testament devenea nul, iar "soțul supraviețuitor" era considerat ca si cum ar fi fost văduv.

### Dispariția forțată
Decretul nazist Noapte și Ceață (Decretul Nacht und Nebel) și cazurile de dispariții forțate, implicau pierderea tuturor drepturilor civile. 

### Anarhismul
Conceptul moarte civilă, în Anarhism, are foarte multa asemănare cu expulzarea, pedeapsă maximă în comunitățile libertariane –pentru că nu existau legi prin care să fie stabilite pedepse fizice sau închisoare– pentru că nimeni nu trebuie să accepte normele unei comunități, dar . . . dacă nu le accepta, trebuia să părăsească comunitatea.
Dupa cum propune Dreptul anarhist, comunitatile locale sunt autonome. Ele pot avea diferite norme și se pot federaliza liber. Conform acestor principii cine nu se simte bine într-o anume comunitate, merge la o alta, care ii este mai pe plac, fără nici o altă problemă.

### Abolirea
Pedeapsa numita "Moarte civila a supraviețuit în multe țări, până pe la mijlocul secolului XIX, și chiar al secolului XX. 
Cu timpul diferite legislări au fost eliminate, dintr-o varietate de motive. Printre altele, pentru că de efectele lor au avut de suferit nu numai mortul civil în sine, ci, de asemenea, soțul / soția și copii.
Pedeapsa ca moartea civilă a fost abolită:
- În 1831 în Belgia.
- În 1854, în Franța.
- În 1906, în Quebec.
- În 1943, a fost abrogată , în Codul Civil din Chile, pedeapsa numită moarte civilă, pedeapsă ce se aplica religioșilor.